# أبردين الشمالية (دائرة انتخابية في المملكة المتحدة)
ابردين الشمالية  (بالإنجليزية: Aberdeen North)‏ هي إحدى الدوائر الانتخابية في المملكة المتحدة الممثلة في مجلس العموم في برلمان المملكة المتحدة.
عضو البرلمان الذي يمثلها حالياً هو :Mr Frank Doran (Lab).